# Simon de Clermont-Nesle

Simon de Clermont-Nesle, né à Crécy-en-Ponthieu et  mort début 1313, est un prélat français du XIVe siècle. 

## Biographie

### Famille
Il est  le fils de Simon II de Clermont, seigneur d'Ailly, et de Nesle, comte de Breteuil, et d'Alix (ou Béatrice) de Montfort.

### Carrière ecclésiastique
Simon de Clermont-Nesle est évêque de Noyon de 1297 à 1301 puis évêque-comte de Beauvais de 1301 à 1313.